# Dipteridaceae
Dipteridaceae é uma família de pteridófitas da ordem Gleicheniales da classe Polypodiopsida, que agrupa dois géneros, Cheiropleuria e Dipteris, com um total de nove espécies com distribuição natural confinada à Ásia, Nova Guiné e norte da Austrália.

## Descrição
Embora atualmente seja uma família pequena, foi muito mais abundantes na era Mesozóica, sendo os fósseis mais antigos conhecidos do Triássico Médio de Itália, Austrália e Argentina. São reconhecidos sete géneros fósseis, incluindo †Hausmannia, †Clathropteris, †Dictyophyllum, †Thaumatopteris, †Camptopteris e †Polyphacelus.
O cladograma seguinte mostra a colocação das Dipteridaceae numa provável relação filogenética com as outras duas famílias de Gleicheniales:
| Gleicheniaceae | 7 géneros |
|                | 7 géneros |

| Matoniaceae   | 2 géneros                                                                                              |
|               | 2 géneros                                                                                              |
| Dipteridaceae | \| \| Cheiropleuria – cerca de 3 espécies \| \| \| \| \| \| Dipteris – cerca de 7 espécies \| \| \| \| |
|               | \| \| Cheiropleuria – cerca de 3 espécies \| \| \| \| \| \| Dipteris – cerca de 7 espécies \| \| \| \| |
|               | Cheiropleuria – cerca de 3 espécies                                                                    |
|               | |
|               | Dipteris – cerca de 7 espécies                                                                         |
|               | |

|  | Cheiropleuria – cerca de 3 espécies |
|  |                                     |
|  | Dipteris – cerca de 7 espécies      |
|  |                                     |

| Gleicheniaceae | 7 géneros |
|                | 7 géneros |

| Matoniaceae   | 2 géneros                                                                                              |
|               | 2 géneros                                                                                              |
| Dipteridaceae | \| \| Cheiropleuria – cerca de 3 espécies \| \| \| \| \| \| Dipteris – cerca de 7 espécies \| \| \| \| |
|               | \| \| Cheiropleuria – cerca de 3 espécies \| \| \| \| \| \| Dipteris – cerca de 7 espécies \| \| \| \| |
|               | Cheiropleuria – cerca de 3 espécies                                                                    |
|               | |
|               | Dipteris – cerca de 7 espécies                                                                         |
|               | |

|  | Cheiropleuria – cerca de 3 espécies |
|  |                                     |
|  | Dipteris – cerca de 7 espécies      |
|  |                                     |